# موناتیک
موناتیک (اوکراینی: Дмитро "Діма" Монатик؛ زادهٔ ۱ آوریل ۱۹۸۶) آهنگساز، خواننده، طراح رقص، رقصنده، رقص، و طراحی رقص اهل اوکراین است. وی از سال ۲۰۰۹ میلادی تاکنون مشغول فعالیت بوده‌است.